# Мурув (гмина)
Мурув (пол. Murów) — сельская гмина (волость) в Польше, входит как административная единица в Опольский повет (силезский), Опольское воеводство. Население — 6013 человек (на 2004 год).

## Демография
| Перепись                       | Всего   | Всего | Женщины | Женщины | Мужчины | Мужчины |
| ------------------------------ | ------- | ----- | ------- | ------- | ------- | ------- |
| Единицы                        | человек | %     | человек | %       | человек | %       |
| Население                      | 6013    | 100   | 3073    | 51,1    | 2940    | 48,9    |
| Плотность населения (чел./км²) | 37,5    | 37,5  | 19,2    | 19,2    | 18,3    | 18,3    |

## Сельские округа
1. Буково
2. Дембинец
3. Грабице
4. Грабчок
5. Калы
6. Млодник
7. Мурув
8. Нове-Будковице
9. Околы
10. Радомеровице
11. Старе-Будковице
12. Загвизьдзе

## Соседние гмины
1. Гмина Добжень-Вельки
2. Гмина Ключборк
3. Гмина Лясовице-Вельке
4. Гмина Лубняны
5. Гмина Покуй
6. Гмина Волчин